# 金寛童
金 寬童（キム・グァンドン、김관동、1959年 - ）は、大韓民国の韓国放送公社 (KBS) 所属のアナウンサー。全北大学校農化学科を卒業し、1987年にKBSの第14期公募採用でアナウンサーとして採用され入局した。KBSニュース配定（割り当て）担当次長、KBS忠州放送局局長、KBSアナウンサー室アナウンサーを経て、2011年1月にKBS編成センターアナウンサー室アナウンサー部長に就任した。2014年4月からKBS政策企画本部企画局、KBS編成本部アナウンサー室アナウンサー1部長を歴任し、2016年5月にKBS編成本部アナウンサー室室長に就任した。